# 银行周报
《银行周报》是中国发行时间最早的专业性金融刊物，是在张公权等人在组织上海银行同业公会过程中创办，并在银行公会成立后成为公会机关刊物。《银行周报》初次发行于1917年5月，与1921年创刊的姊妹报《钱业月报》并誉为上海金融业之喉舌，从1917年开始不间断發行达30多年，直至1950年停刊。《银行周报》的创刊宗旨在于“报告金融消息，研究经济事情，俾供银行业者之参考”，其作为银行业之喉舌，促进了中国银行业之间的交流，推动了开办造币厂、废两改元、成立票据交易所、成立征信所等重大金融改革，同时也因为反对工人罢工的立场招致部分人批評。

## 创办与发行
随之第一次世界大战爆发，中国经济出现一战景气，全国华资银行数量从1911年底的15家快速增长到了1917年的65家，新生的中国银行业和外国银行和本国钱庄相比尚且涣散弱小，急需团结一致开拓市场，于是银行公会和《银行周报》应运而生。1915年春在张公权的号召下，中国银行、交通银行、浙江兴业银行、浙江实业银行、上海银行、盐业银行、中孚银行共七所银行筹建上海银行同业公会。1917年5月，张公权、徐寄庼、李馥荪、陈光甫等人组织创办《银行周报》，最初借用中国银行余屋为报社编辑部，借《时事新报》社余屋为发行部，张公权亲自担任主持，经费及广告费则由银行公会七行分摊。7月，张公权赴北京出任中国银行副总裁，公推徐寄庼补缺。创刊之初，任青来担任撰述，徐玉书、徐沧水任编辑。1918年7月8日公会正式成立后，报社迁入公会会址，成为银行公会机关刊物，聘请徐玉书担任首任总编辑兼发行主任。1920年徐玉书辞任，徐沧水接替职务，结果徐沧水积劳成疾不幸于1925年末早逝，在徐寄庼建议下组织了5人编辑委员会分担总编辑职务。徐沧水之后，沈籁清被委员会推举为周报经理兼总编辑。1926年8月，沈籁清因出任大陆银行上海分行副经理请辞，报社改聘用北京《银行月刊》主任戴蔼庐接任。1927年编辑委员会增员至7人。1932年开始，编辑委员会成员分别由银行公会和银行学会成员选举产生，李权时担任主持人。1942年由于太平洋战争爆发，编辑委员会彻底瘫痪，《银行周报》交由银行学会会长朱斯煌主持，直至1950年停刊。
《银行周报》在创办之初，发行量区区每月七八百份，但由于其出色的经济新闻报道，很快受到了同行和社会热捧，从1917年4900册快速增长到1918年23000册、1919年58000册、1920年81000册，至1921年月销售量超过15000册，1937年月销量更是超过20000册。除了固定的周报外，《银行周报》还出版了大量金融业务专业相关的专集，创刊10年间竟有26种专集，诸如《上海金融机关一览》《票据交换所研究》等等专业性文献也成为当时金融界人士的重要参考。相比之下，《银行周报》的经济条件并没有发行情况那样理想，多数时间里每年一半以上的收入来自于各家银行的分摊，但《银行周报》还是积极拓展销量、承接广告，许多年份里这些收入最高时也能够占到收入的一半以上。1922年《银行周报》宣称自己“销路日广，售报与广告收入足资支持，经济已能独立”，各家银行不再直接补贴，而是通过广告费用和定期购买方式予以支持，上海银行公会的会员都会在《银行周报》上刊登广告，公会广告可以占到《银行周报》广告总量的一半以上。《银行周报》1917年5月29日第一期到1950年3月3日最后一期，这33年来从未有过一次停刊，累计发行34卷1635期。

## 报道内容及立场
《银行周报》本着“报告金融消息，研究经济事情，俾供银行业者之参考”的宗旨，其经常版块包括专论、汇兑、金融、证券、国内要闻、国际要闻、专载等：专论多为专家、编辑、业内人士共同执笔，话题多味现实中的经济、政策、国际问题，以及重要银行的年报；汇兑和金融分别报道汇市和金银交易行情，上海票据交换所成立后还刊登交换所所收取庄票情况；证券主要报道国内外债券市场情况；国内和国际新闻主要为转载各地消息，以经济新闻为主，从1936年第962期开始在国内新闻专门有银行业专栏；专载则供银行公会会员刊登营业报告及纸币发行准备情况。
作为银行业的喉舌，其在一方面宣传现代银行业思想，呼吁完善银行业建设，引介了西方和日本银行业的先进经验，探讨金融界内的热点话题，对外资银行和钱庄这样的同业竞争对手大加鞭挞，金融恐慌之际又代表银行公会发声借欧美故事号召团结。但在政治站位上，《银行周报》的立场较为复杂，一面号召同业抵制北洋政府债券，另一方面却又认为国民政府摊销债券“用途得当，信用巩固”，但到了国民政府发债太多、侵害利益时又啧有烦言。1927年蒋中正上台后，《银行周报》上反对中国共产党组织罢工的文章连篇累牍，认为应该通过保护国货满足工人需求，但在五卅运动抵制日货时却又表现悲观。1931年国民政府颁布《工商同业公会法》后，上海银行公会被迫改组，《银行周报》又成为了国民政府宣传经济政策的阵地。在抗战初期，《银行周报》有贡献于上海金融市场的稳定，向社会宣传后方建设与发展，但被汪精卫政权接管之后沦为了日本统治者的宣传工具。1945年抗战胜利后，《银行周报》重新回到了国民党政权掌控之下。:151949年之后的《银行周报》则积极配合政府，为上海金融业恢复出谋划策，但仍然保有专业刊物的客观水准，不会一昧迎合政府，1950年第7期的《上海解放以来之物价》就真实反映当时物价大幅波动的情况。

## 影响与价值
《银行周报》总编徐沧水认为，虽然《银行周报》创办伊始银行公会尚未成立，但《银行周报》已经成为了各家银行的共同事业，为上海银行公会的最终成立奠定了基础。除了银行公会之外，《银行周报》在创办期间至少直接促成了不下十种同业团体的产生，从研究金融会计名词统一的名词研究会，到商讨成立独立汇兑行市的行市委员会，再到拟定票据法的票据法研究会等等，无一不促进同业之间的团结与互助。《银行周报》的创办刺激了全国各地创办经济刊物，打破传统商业观念，促进企业家之间的联合：在纺织业，企业家仿效银行公会和《银行周报》创办了《华商纱厂联合会季刊》，同样运用报刊推动棉花出口税政策以维护自身利益；北京、汉口的银行家也受影响以《银行周报》为蓝本创办了《银行月刊》和《银行杂志》。
《银行周报》在推动中国金融市场改革上不留余力，自言“凡有俾银行事业者，竭全力以鼓吹之、宣传之，其于国家社会贡献尤多，废两改元之成功，票据交换所之成功，中国征信所之产生，本报倡议最早，鼓吹最力”，报社创办人之一的徐寄庼在20周年纪念刊上陈言本报10年前未竟之造币厂、交换所等事在10年内都已经完成。在上海票据交换所成立一事上，《银行周报》抨击钱庄业的汇划制度，刊发大量有关设立票据交换所的理论和现实借鉴，银行业在1930年交换所成立之后摆脱了钱庄业垄断票据清算业务的情形。在废两改元问题上，也是反映银行业长期以来的支持态度，不断与钱业争论废两改元的必要性，在1932年国民政府实施废两改元前夕连续5期出版“废两改元专号”，为政策的实施提供舆论动员。
《银行周报》为后世的研究者提供了历史资料丰富、数据较为可靠的研究材料，受到后来研究者的重视。

## 整理出版
2014年中华书局借与南京图书馆合作出版《南京图书馆藏民国时期金融期刊汇编》的机会，根据南京图书馆馆藏将《银行周报》全部1635期结集出版。